# ペリシテ人に目を潰されるサムソン
『ペリシテ人に目を潰されるサムソン』（ペリシテじんにめをつぶされるサムソン、蘭: De blindmaking van Simson、独: Die Blendung Simsons、英: The Blinding of Samson）は、17世紀オランダ黄金時代の巨匠レンブラント・ファン・レインが1636年にキャンバス上に油彩で制作した絵画である。主題は『旧約聖書』の「士師記」から取られているが、同主題の作品の中では先例のないもので、当時の他のどんな画家もこの特殊な物語の場面を描いてはいなかった。作品は、フランクフルトのシュテーデル美術館に所蔵されている。

## 来歴
本作は、当時のレンブラントに数点の絵画の委嘱をしたオラニエ＝ナッサウ家への贈り物であった。同家から委嘱されていた『受難連作』 (アルテ・ピナコテーク蔵) 制作の遅延の弁解として、同家の執事であったコンスタンティン・ハイヘンスを通して贈られた。後に、本作は、フリードリヒ・カルル・フォン・シェーンブルンに取得され、シェーンブルン・バティヤニ宮殿に所蔵されていたが、1905年、シュテーデル美術館に購入された。

## 主題
本作は、サムソンの物語のエピソードを表している (「士師記」16:17-21)。サムソンはナジル人で、ヨシュアの死後のイスラエルの指導者の肩書だった「士師」(判事) の最後に位置する人物であった。オランダの歴史家たちは、「士師」を「総督」を初めとするオランダの役職の模範であり、これらに対応する存在であると見なしていた。
サムソンは、髭や髪の毛を切らないなどの3つの条件さえ満たしていれば特別な力を有していた。ところが、ペリシテ人の美女デリラの妖しい魅力に溺れて、デリラに自分の力の秘密が髪の毛にあることをもらしてしまう。サムソンは、寝ている間にデリラに髪の毛を切り取られて無力となり (『サムソンとデリラ』を参照)、デリラに呼ばれた仲間のペリシテ人たちの襲撃で盲目になる。サムソンは牢獄に入れられるが、まもなく髪の毛が伸びてきて、神に力が取り戻せるように祈り、ペリシテ人の神殿を打ち壊す。サムソンは死ぬが、死の際に圧殺したイスラエル人の敵の数は、生前に殺した者の数より多かった。

## 作品
絵画の場面は、デリラによってサムソンが髪の毛を切られ、ペリシテ人がやってきた後の情景である。物語の展開は絵画で繰り返されている。背景に、手に髪の毛とハサミを持って、デリラが逃げていく姿が描かれている。彼女の美しい衣装、黄金のワイン容器、豪奢なベッドカヴァーは、サムソンの破滅が官能的な原因によるものであることを示唆している。
レンブラントの描写は士師記に忠実であり、他の登場人物により物語の様々な側面を描いている。洞窟のような場所で髪の毛を切られた後、サムソンは目を刳り抜かれる前に、地面になぎ倒され、縛られなければならなかった。このことを、レンブラントはサムソンの格闘者とともに描いている。1人は恐々と場面に登場し、別の1人はサムソンを地面に押さえつけ、別の1人は彼を縛りあげ、別の1人は彼の目を刳り抜いている。サムソンは苦痛に身を捩じらせ、歯を食いしばり、拳を握りしめている。右脚の足の指は、逃げてゆくデリラの方を向いている。画面の直近の出来事は、物語のクライマックス、すなわち、貫通するナイフとほとばしる血によるサムソンの盲目化である。しかしながら、鑑賞者は前述した図像により、すべての行動を追体験できるのである。
以前からしばしば取り上げられてきたサムソンを描いた絵画の中でも、レンブラントは最も恐ろしい場面を選んで、サムソンを描いている。本作は目をそむけたくなるようなおぞましさを持っているが、1つの絵画作品として見た場合には、劇的な明暗表現によって鑑賞者を惹きつけて離さない魅力がある。スポットライトのような激しい光は、画面をステージのように見せている。レンブラントは、オラニエ＝ナッサウ家の執事コンスタンティン・ハイヘンスに宛てた手紙の中で、この作品について、「強い光の当たる場所にかけて、少し離れたところから見られるようにすれば最も効果的だ」と書いている。